# Monumento megalítico da Amendoeira Nova
O Monumento megalítico da Amendoeira Nova, igualmente conhecido como tholos da Amendoeira Nova, foi um monumento pré-histórico na freguesia de Colos, no Município de Odemira, na região do Alentejo, em Portugal.

## Descrição e história
Consistia num tholos, um monumento funerário de falsa cúpula, que era composto por uma câmara de planta circular e um corredor longo, virado para Sudoeste. Ambos os elementos tinham cerca de três metros de comprimento, tendo sido construídos com recurso a trinta e quatro esteios em xisto. No interior da estrutura foram descobertas várias peças líticas, incluindo uma faca de pedra lascada em sílex e um machado em pedra polida, além de fragmentos de cerâmica do tipo recolhido em Alcalar. Nas imediações também foi encontrada parte de um dormente de mó manual, em xisto grauvático. O sítio localiza-se no topo de uma colina, a Sul da estrada entre Colos e Monte do Reguengo, a cerca de 300 m do Monte da Amendoeira Velha, a oriente da vila de Colos. Esta área integra-se nas planícies do Rio Sado.
O monumento terá sido construído provavelmente no período calcolítico. Foi estudado em 1958 pelo arqueólogo Abel Viana, sendo parte de um grupo de estruturas megalíticas nas áreas de Ourique e Aljustrel, que foram investigadas durante essa década. Porém, foi totalmente destruído nos finais dos anos 50 ou princípios dos anos 60. Voltou a ser alvo de trabalhos arqueológicos em 1995, no âmbito do processo de Levantamento Arqueológico do Concelho de Odemira, e em 1998, como parte do programa PNTA/98 - Proto-História do Médio e Baixo Vale do Mira - A Arqueologia do Rio.
No relatório de fundamentação para a revisão do Plano Director Municipal de Odemira, publicado em Julho de 2015, o Tholos da Amendoeira foi considerado como um dos sítios arqueológicos de maior interesse  no concelho, apesar de estar em avançado risco de destruição.